# قائمة منشآت عربية تاريخية
- ضريح صلاح الدين الايوبي
- ضريح الإمام علي
- ضريح الإمام الحسين
- ضريح خالد ابن الوليد
- الحضرة الكاظمية
- نواعير حماة
- مقام الإمامين علي الهادي والحسن العسكري
- مقام السيدة زينب
- قصر العظم
- قصبة الوداية
- باب كيسان
- خان الحرير
- باب الرواح
- حمام القيشاني
- حمام نورالدين
- بيت السحيمي
- عامود التلغراف - المرجة
- مقياس النيل
- خان مرجان
- خان الشونة
- قصر الحير الغربي
- قصر الحير الشرقي
- جسر ديرالزور المعلق